# ピラノースオキシダーゼ
ピラノースオキシダーゼ（pyranose oxidase）は、次の化学反応を触媒する酸化還元酵素である。
D-グルコース + O2 {\displaystyle \rightleftharpoons } 2-デヒドロ-D-グルコース + H2O2
すなわち、この酵素の基質はD-グルコースとO2、生成物は2-デヒドロ-D-グルコースとH2O2である。ペントースリン酸経路を構成する酵素の一つで、補因子としてFADを用いる。
組織名はpyranose:oxygen 2-oxidoreductaseで、別名にglucose 2-oxidase, pyranose-2-oxidaseがある。